# Шишкин, Николай Иванович (руководитель цыганского хора)
Никола́й Ива́нович Ши́шкин (1845, Курск — 1911) — российский цыганский гитарист, аранжировщик, композитор, дирижёр и певец в хоре Григория Ильича Соколова (сына Ильи Осиповича Соколова). После смерти лидера хора — возглавил его и унаследовал родовую соколовскую гитару.
Он первым в 1878 году совершил гастрольную поездку в Европу. В 1886 году участвовал в постановке первой цыганской оперетты «Цыганские песни в лицах» (сад «Аркадия» на берегу Большой Невки); в 1892 году — оперетты «Цыганская жизнь» (Малый театр («Апраксинский» театр), наб. р. Фонтанки, 65). Хор выступал также в Мариинском театре, зале Городской думы, Чинизелли цирке и других залах Санкт-Петербурга. В хоре пели Варя Панина, Домаша Масальская и др., выступали гитаристы бр. Губкины, бр. Масальские и др.

## Песни
- «Слушайте, если хотите»[5]
- «Любила я»[6]
- «Любовь пройдет»[7]